# Parafia św. Jadwigi Śląskiej w Michałowie
Parafia św. Jadwigi Śląskiej w Michałowie – znajduje się dekanacie Brzeg południe, archidiecezji wrocławskiej. 

## Historia parafii
Parafia została erygowana w 1894 roku. Jest obsługiwana przez księży archidiecezjalnych. Proboszczem od 2006 roku jest ks. Czesław Morański.

## Liczba mieszkańców i zasięg parafii
Parafia liczy 1144 mieszkańców, zasięgiem duszpasterskim obejmuje miejscowości:
- Michałów,
- Ptakowice,
- Czeska Wieś.

### Szkoły i przedszkola
- Publiczne przedszkole w Michałowie,
- Publiczne przedszkole w Czeskiej Wsi,
- Publiczna Szkoła Podstawowa w Michałowie.

## Inne kościoły i kaplice
- Kościół św. Jadwigi Śląskiej w Michałowie (kościół parafialny),
- Kościół św. Józefa Robotnika w Michałowie (kościół pomocniczy),
- Kościół Najświętszego Serca Pana Jezusa w Czeskiej Wsi (kościół filialny).

### Cmentarze
- Cmentarz parafialny w Michałowie,
- Cmentarz parafialny w Czeskiej Wsi.

## Wspólnoty parafialne
- Żywy Różaniec,
- Lektorzy,
- Ministranci,
- Rada Parafialna,
- Parafialny Zespół Caritas,
- Nadzwyczajni Szafarze Komunii św.[2]

## Parafialne księgi metrykalne
| Księgi metrykalne | Okres ewidencji |
| ----------------- | --------------- |
| chrztów           | 1826 -          |
| ślubów            | 1945 -          |
| zgonów            | 1886 -          |